# Император (карта Таро)

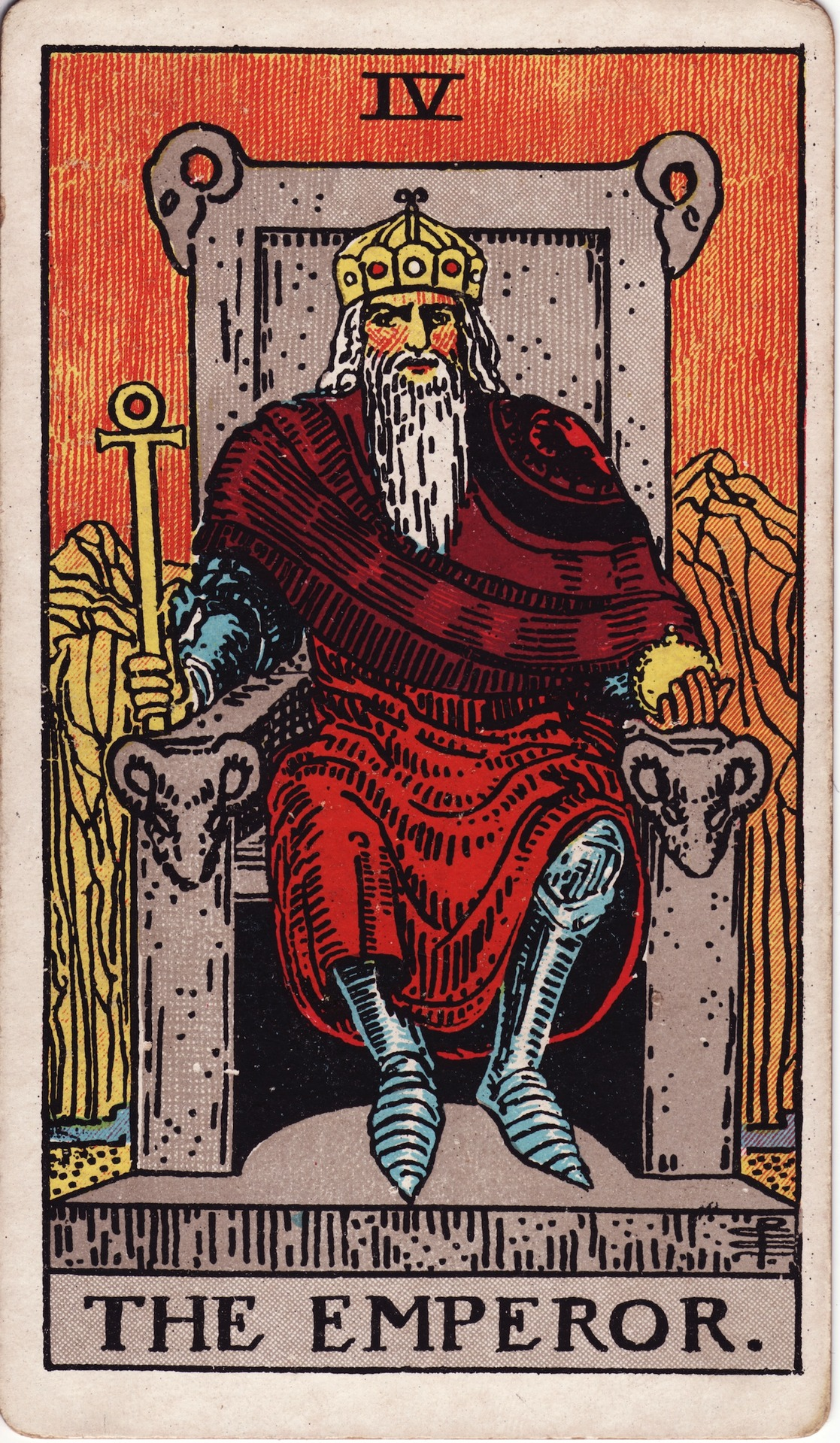
Таро Райдера — Уэйта

Император или хозяин — карта № 4 старших арканов колоды Таро.

## Сюжет карты
На карте изображён зрелый мужчина. Он сидит на троне с символами царской власти: скипетр, держава, корона, мантия, геральдический щит с гербовым орлом.
- Таро Райдера-Уэйта: Щит отсутствует, но подлокотники трона оформлены в виде двух рогатых бараньих голов, и ещё две бараньи головы венчают углы спинки трона. За троном изображены скалы. В колоде Ордена Золотой Зари баран лежит у ног царя. У художников-последователей колод этого стиля ярко выражены на картах образ орла, барана и камня (иногда сливаясь с фигурой мужчины). Этим символизируется незыблемость, крепость, самодержавие, стойкость, разум и упорство, орлиное превосходство, всевидение и хищность данного архетипа. Баран и скипетр, чьим архаичным прообразом является пастуший посох, символизируют умение править, превосходство над неразумностью и достаток в доме.

## Соответствия в классических колодах
| Колода                                                | № | Буква иврита | Символ (астрология, стихия) | Оригинальное название |
| ----------------------------------------------------- | - | ------------ | --------------------------- | --------------------- |
| Таро Папюса                                           | 4 | ד            | Юпитер                      |                       |
| Таро Райдера-Уэйта                                    |   |              | изображения бараньих голов  | The Emperor           |
| Таро Тота                                             | 4 |              | Овен                        | The Emperor           |
| Египетское Таро                                       |   |              |                             |                       |
| Марсельское Таро, Фламандское Таро Ванденборре (1780) |   |              |                             | L’Empereur            |
| Таро Ломбардии (1810), Таро Карло Делло Рокка (1835)  |   |              |                             | L'Imperatore          |